# Biały Dunajec (Dunajec)
Der Biały Dunajec (deutsch Weißer Dunajez/Dunajetz oder selten Weißer Dohnst) ist der westliche Quellfluss des Dunajec in der Hohen Tatra und Westtatra sowie der Region Podhale von 31 Kilometern Länge, der mit seinen Quellbächen Siwa Woda, Zakopianka und Poroniec in der Tatra entspringt. Beide Quellbäche vereinigen sich bei Poronin zum Biały Dunajec, der nach Norden Richtung Biały Dunajec abfließt. Er fließt durch das Bergland Pogórze Spisko-Gubałowskie und später durch die Talsenke Kotlina Orawsko-Nowotarska. Er trifft in Nowy Targ auf den Czarny Dunajec, mit dem er den Dunajec bildet.

## Geografie
Unterwegs durchfließt der Biały Dunajec folgende Ortschaften:
- Poronin,
- Biały Dunajec,
- Szaflary,
- Nowy Targ.

Er nimmt folgende Wasserläufe auf:
- von links: 
- Suchy Potok,
- Potok Bustrycki,
- Syposi Potok,
- Florynów Potok,
- Krajowy Potok

-  von rechts: 
- Świdrów Potok,
- Potok pod Cyrlą,
- Potok Gliczarowski,
- Potok Podlubelski

Im Oberlauf hat der Biały Dunajec den Charakter eines Gebirgsflusses. In der Talsenke mäandert er in weiten Schleifen. Vor Nowy Targ ist sein Flussbett begradigt.

## Tourismus
Der Biały Dunajec ist bei Wildwasserkajak- und Rafting- sowie Angelsportlern beliebt. Bis auf das Naturreservat Bór na Czerwonem steht der Fluss Wassersportlern zur Verfügung.